# Smuklik szerokopasy
Smuklik szerokopasy (Halictus scabiosae) – gatunek pszczoły z rodziny smuklikowatych (Halictidae). 

## Wygląd
Długość ciała 12-14 mm. Przypomina blisko spokrewnionego smuklika sześciopasego (H. sexcinctus), a także niewystępującego w Polsce H. fulvipes. Samica ma szerokie ochrowe przepaski na odwłoku, obejmujące zarówno koniec, jak i nasadę tergitów II-IV (u smuklika sześciopasego przepaski są węższe i brak ich na nasadach tergitów). U samca czułki są zawinięte na końcu i całe czarne (u smuklika sześciopasego czarno-pomarańczowe), a u nasady tergitów II i III znajdują się paski (u H. fulvipes brak paska u nasady tergitu III).

## Biologia
Gatunek społeczny, niewyspecjalizowany pokarmowo. Gniazduje w ziemi. Osobniki dorosłe można spotkać od kwietnia do września. Zimują dorosłe samice, które kolejnej wiosny wspólnie zakładają gniazda w grupach po kilka osobników. Tylko jedna samica z grupy składa jaja i przed pojawieniem się dorosłych osobników wypędza pozostałe samice, które mogą założyć własne gniazda lub znaleźć funkcjonujące gniazdo własnego lub innego gatunku (Lasioglossum nigripes) i osiedlić się w nim jako pasożyt gniazdowy. Samce latają od lipca.

## Występowanie
Pierwotny zasięg gatunku obejmował południowo-zachodnią Europę, jednak w XXI wieku obserwuje się jego rozprzestrzenianie z prędkością dochodzącą nawet do 30 km na rok, czego przyczyn upatruje się w zachodzących obecnie zmianach klimatu. W Polsce gatunek ten pojawił się po raz pierwszy w 2020 roku na zachodzie kraju i od tego czasu obserwuje się dalsze jego rozprzestrzenianie.